# Lance Thomas
Lance Thomas (Brooklyn, 24 aprile 1988) è un ex cestista statunitense.

## Carriera
Con gli Stati Uniti ha disputato i Giochi panamericani di Guadalajara 2011.

## Palmarès
- McDonald's All-American Game (2006)
- Campione NCAA (2010)